# Édouard Guillaud
Pour les articles homonymes, voir Guillaud.
Édouard Guillaud, né le 10 juillet 1953 à Paris, est un militaire français. Amiral, il est chef de l'état-major particulier du président de la République du 4 octobre 2006 au 24 février 2010, puis chef d'État-Major des armées du 25 février 2010 au 14 février 2014.

## Biographie

### Famille
Édouard Guillaud est le fils du journaliste Jean-Louis Guillaud (1929-2015), créateur de la troisième chaîne de l'ORTF et ancien PDG de TF1 et de l'AFP.

### Formation
Il étudie au lycée privé Sainte-Geneviève. Entré à l'École navale en 1973, l'enseigne de vaisseau Guillaud sert, de 1976 à 1978, à bord du patrouilleur La Paimpolaise, affecté à Papeete.

### Carrière
Après une année à bord des sous-marins nucléaires lanceurs d'engins L'Indomptable et Le Redoutable, il commande le dragueur de mines côtier Lobélia de 1979 à 1980. Lieutenant de vaisseau, il sert de 1981 à 1984, comme chef de service sur l'aviso Amyot D'Inville et sur l'escorteur d'escadre lance-missiles Du Chayla puis comme chef du service opérations de l'escorteur d'escadre lance-missiles Kersaint. Devenu officier informaticien, il participe, entre 1984 et 1987, à la conception du système de combat informatisé du porte-avions Charles de Gaulle. Promu capitaine de corvette, il reçoit le commandement du bâtiment de transport léger Dumont d'Urville en 1987. Après un stage, de 1988 à 1990, à l'École supérieure de guerre navale (ESGN) puis à l'École des applications militaires de l'énergie atomique de Cherbourg (EAMEA), le capitaine de frégate Guillaud est officier de manœuvre du porte-avions Clemenceau de 1990 à 1992 ; puis commande l'aviso-escorteur Enseigne de Vaisseau Henry de 1992 à 1993.

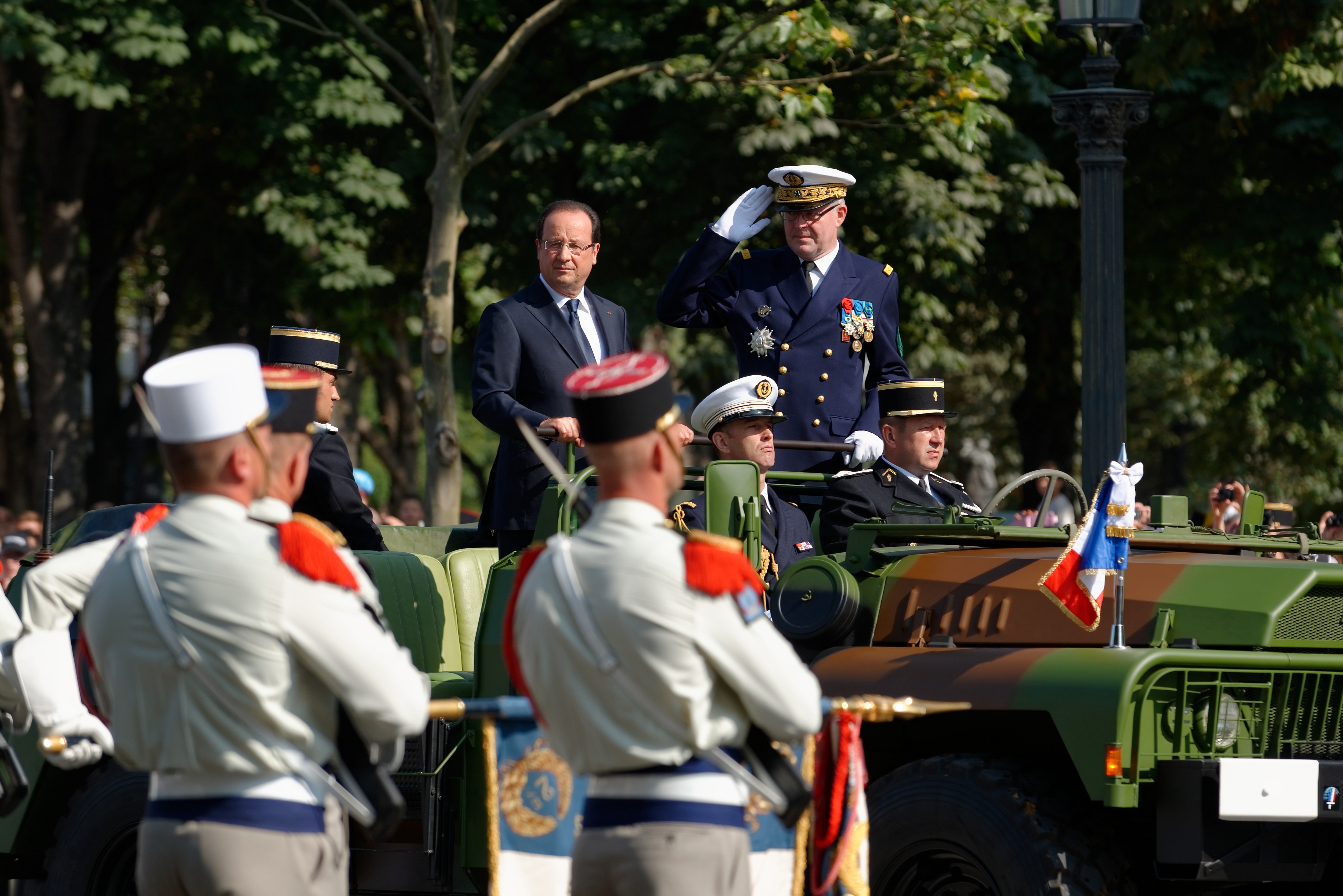
Édouard Guillaud avec le président François Hollande au défilé militaire du 14 Juillet (2013).

Capitaine de vaisseau, de 1993 à 1997, il est nommé adjoint, puis officier du « programme Charles de Gaulle » à l'état-major de la marine. En 1997, il est désigné comme commandant en second du Charles de Gaulle alors en construction. Il en prend le commandement de 1999 à 2001. Il est ensuite nommé adjoint pour la marine du chef d'état-major particulier du président de la République entre 2002 et 2004, date à laquelle il devient préfet maritime de la Manche et de la mer du Nord jusqu'en 2006. Il est également promu officier de la Légion d'honneur par décret du 7 juillet 2004.
Jacques Chirac l'appelle alors comme chef d'état-major particulier du président de la République, le 4 octobre 2006, pour succéder au général d'armée Jean-Louis Georgelin (nommé chef d’état-major des armées). Il est maintenu à son poste après l'élection de Nicolas Sarkozy en mai 2007. Vice-amiral d'escadre, il est élevé au rang d'amiral en décembre 2007.
Le 26 janvier 2010, il est nommé en Conseil des ministres pour succéder au général Georgelin en tant que chef d'état-major des armées (CEMA). Il prend ses fonctions le 25 février 2010. Il est le deuxième amiral nommé à ce poste, le plus élevé de la hiérarchie militaire française, après l'amiral Jacques Lanxade (1991-1995).
Installé dans le Val de Saire dans le Cotentin, il participe à la gestion de la station SNSM de Barfleur.
En 2011, il commande l'ensemble des forces armées françaises dans le cadre de l'opération Harmattan.
En vertu de la décision de François Hollande de répondre à l'appel à l'aide du président malien par intérim Dioncounda Traoré, il coordonne l'opération Serval de soutien militaire menée au Mali par l'armée française qui débute le 11 janvier 2013.
Il quitte le service actif le 14 février 2014 quand le général Pierre de Villiers lui succède à la tête des armées.
En 2017, il n'est pas reconduit à la tête de l'Office français d'exportation d'armement,.

## Décorations

### France
- Grand officier de la Légion d'honneur
- Officier de l'ordre national du Mérite
- Officier de l'ordre du Mérite maritime
- Médaille de l'Aéronautique
- Médaille d'Outre-Mer
- Médaille de la Défense nationale, échelon bronze
- Médaille de reconnaissance de la Nation
- Chevrons de caporal d'honneur de la Légion étrangère.

### Etranger
- Grand-officier de l'ordre du roi Abdelaziz (Arabie saoudite)
- Grand-croix de l'ordre de Rio Branco (Brésil)
- Grand-officier de l'ordre du Mérite naval du Brésil (en)
- Officier de l'ordre du Mérite pour la Défense (en) (Brésil)
- Commandeur de l'ordre national du Burkina Faso
- Commandeur l'ordre national de la République de Côte d'Ivoire
- Commandeur de l'ordre d'Isabelle la Catholique (Espagne)
- Commandeur de la Legion of Merit (États-Unis)
- Première classe de l'ordre national du Mérite (Liban)
- Grand-officier pro Merito Melitensi (ordre souverain de Malte)
- Grand-officier de l'ordre national du Mali
- Commandeur de l'ordre du Mérite national (Mauritanie)
- Commandeur avec étoile de l'ordre royal du Mérite (Norvège)
- Grand-croix de l'ordre du Mérite de la république de Pologne
- Commandeur de l'ordre de l'Empire britannique (Royaume-Uni, 2014[14])
- Grand-officier de l'ordre du Lion blanc (République tchèque)

## Sources
- Biographie de l'amiral Guillaud sur le site de l'état-major des armées
- Jean-Dominique Merchet, « Défenseur de la mer patrie. », sur Libération (consulté le 29 juillet 2023).
- Jean-Dominique Merchet, « Édouard Guillaud, nouveau chef d'état-major de Chirac », Libération, 27 septembre 2006
- Biographie de l'amiral Guillaud sur le site de l'espace tradition de l'École navale